# Zatamnjenje (strip)
Zatamnjenje (engl. The Fade Out) je strip serijal autora Šona FIlipsa i Eda Brubejkera. U Americi je izlazio periodično tokom 2014-2016. godine.

## Izdanje u Srbiji
U Srbiji ga je 2020. objavila novosadska Čarobna knjiga kao de luks izdanje u boji, sa tvrdim koricama na 400 strana, uz obilje dodatnog materijala.

## Žanr
Kao i većina stripova ova dva autora, i ovaj serijal spada u strip noir.